# Torino Calcio 1991-1992
Questa voce raccoglie le informazioni riguardanti il Torino Calcio nelle competizioni ufficiali della stagione 1991-1992.

## Divise e sponsor

Il neoacquisto Vincenzo Scifo, migliore marcatore stagionale dei granata in campionato (9), in azione con la seconda divisa bianca nella vittoriosa trasferta di Cremona del 15 settembre 1991 (2-0).

Il fornitore tecnico della stagione fu ABM, mentre lo sponsor principale fu Beretta.
| Casa | Trasferta |

## Società
- Presidente:
  - Gian Mauro Borsano
- General manager:
  - Luciano Moggi

- Segretario generale:
  - Luigi Pavarese
- Allenatore:
  - Emiliano Mondonico

## Rosa
| N. |                   | Ruolo | Calciatore                 |
| -- | ----------------- | ----- | -------------------------- |
|    | Italia (bandiera) | P     | Raffaele Di Fusco          |
|    | Italia (bandiera) | P     | Luca Marchegiani           |
|    | Italia (bandiera) | P     | Luca Pastine               |
|    | Italia (bandiera) | D     | Enrico Annoni              |
|    | Italia (bandiera) | D     | Silvano Benedetti          |
|    | Italia (bandiera) | D     | Pasquale Bruno             |
|    | Italia (bandiera) | D     | Roberto Cravero (capitano) |
|    | Ghana (bandiera)  | D     | Mohammed Gargo             |
|    | Italia (bandiera) | D     | Ivanoe Lanzara             |
|    | Italia (bandiera) | D     | Roberto Mussi              |
|    | Italia (bandiera) | D     | Roberto Policano           |
|    | Italia (bandiera) | D     | Andrea Sottil              |
|    | Italia (bandiera) | C     | Marco Bertelli             |

| N. |                    | Ruolo | Calciatore            |
| -- | ------------------ | ----- | --------------------- |
|    | Italia (bandiera)  | C     | Giuseppe Carillo      |
|    | Italia (bandiera)  | C     | Sandro Cois           |
|    | Italia (bandiera)  | C     | Luca Fusi             |
|    | Italia (bandiera)  | C     | Gianluigi Lentini     |
|    | Spagna (bandiera)  | C     | Rafael Martín Vázquez |
|    | Belgio (bandiera)  | C     | Vincenzo Scifo        |
|    | Italia (bandiera)  | C     | Gianluca Sordo        |
|    | Italia (bandiera)  | C     | Marco Sinigaglia      |
|    | Italia (bandiera)  | C     | Giorgio Venturin      |
|    | Italia (bandiera)  | A     | Giorgio Bresciani     |
|    | Brasile (bandiera) | A     | Walter Casagrande     |
|    | Italia (bandiera)  | A     | Carmelo Puglisi       |
|    | Italia (bandiera)  | A     | Christian Vieri       |

## Calciomercato

### Sessione estiva
| Acquisti | Acquisti          | Acquisti  | Acquisti      |
| R.       | Nome              | da        | Modalità      |
| -------- | ----------------- | --------- | ------------- |
| P        | Luca Pastine      | Massese   | definitivo    |
| C        | Marco Bertelli    | Carrarese | definitivo    |
| C        | Vincenzo Scifo    | Auxerre   | definitivo    |
| C        | Marco Sinigaglia  | Como      | definitivo    |
| C        | Giorgio Venturin  | Napoli    | fine prestito |
| C        | Alvise Zago       | Pescara   | fine prestito |
| A        | Benito Carbone    | Reggina   | fine prestito |
| A        | Walter Casagrande | Ascoli    | definitivo    |

| Cessioni | Cessioni            | Cessioni  | Cessioni      |
| R.       | Nome                | a         | Modalità      |
| -------- | ------------------- | --------- | ------------- |
| P        | Franco Tancredi     |           | fine carriera |
| P        | Paolo Toccafondi    | Prato     | definitivo    |
| D        | Gianluca Atzori     | Ternana   | definitivo    |
| D        | Daniele Delli Carri | Lucchese  | prestito      |
| D        | Davide Mezzanotti   | Pro Sesto | definitivo    |
| D        | Giuseppe Pancaro    | Avezzano  | definitivo    |
| C        | Marcello Albino     | Pro Sesto | definitivo    |
| C        | Dino Baggio         | Juventus  | definitivo    |
| C        | Giuseppe Carillo    | Venezia   | definitivo    |
| C        | Francesco Romano    | Venezia   | definitivo    |
| C        | Alvise Zago         | Pisa      | prestito      |
| A        | Alessandro Brunetti | Lucchese  | definitivo    |
| A        | Benito Carbone      | Casertana | prestito      |
| A        | Haris Škoro         | Zurigo    | definitivo    |

## Risultati

### Serie A

#### Girone di andata
| Arbitro: | Stafoggia (Pesaro) |

|                  |           |           |
| Platt 26’ (rig.) | Marcatori | 20’ Mussi |

| Arbitro: | Baldas (Trieste) |

|  |           |          |
|  | Marcatori | 76’ Sosa |

| Arbitro: | Ceccarini (Livorno) |

|  |           |                        |
|  | Marcatori | 74’ Venturin 85’ Scifo |

| Torino 22 settembre 1991, ore 15:00 UTC+2 4ª giornata | Torino              | 0 – 0 referto | Napoli | Stadio delle Alpi (39.324 spett.)\| Arbitro: \| Lo Bello (Siracusa) \| |
| Arbitro:                                              | Lo Bello (Siracusa) |               |        |                                                                        |

| Arbitro: | Felicani (Bologna) |

|  |           |           |
|  | Marcatori | 69’ Scifo |

| Arbitro: | Luci (Firenze) |

|                                           |           |            |
| Policano 17’ Scifo 28’ (rig.) Lentini 54’ | Marcatori | 81’ Baiano |

| Arbitro: | Pezzella (Frattamaggiore) |

|               |           |            |
| Bresciani 23’ | Marcatori | 58’ Aldair |

| Parma 27 ottobre 1991, ore 14:30 UTC+1 8ª giornata | Parma            | 0 – 0 referto | Torino | Stadio Ennio Tardini (22.081 spett.)\| Arbitro: \| Bazzoli (Merano) \| |
| Arbitro:                                           | Bazzoli (Merano) |               |        |                                                                        |

| Torino 3 novembre 1991, ore 14:30 UTC+1 9ª giornata | Torino            | 0 – 0 referto | Inter | Stadio delle Alpi (39.953 spett.)\| Arbitro: \| Beschin (Legnago) \| |
| Arbitro:                                            | Beschin (Legnago) |               |       |                                                                      |

| Arbitro: | Ceccarini (Livorno) |

|               |           |  |
| Casiraghi 11’ | Marcatori |  |

| Torino 24 novembre 1991, ore 14:30 UTC+1 11ª giornata | Torino          | 0 – 0 referto | Verona | Stadio delle Alpi (30.007 spett.)\| Arbitro: \| Cesari (Genova) \| |
| Arbitro:                                              | Cesari (Genova) |               |        |                                                                    |

| Genova 1º dicembre 1991, ore 14:30 UTC+1 12ª giornata | Sampdoria          | 0 – 0 referto | Torino | Stadio Luigi Ferraris (29.274 spett.)\| Arbitro: \| Fabricatore (Roma) \| |
| Arbitro:                                              | Fabricatore (Roma) |               |        |                                                                           |

| Arbitro: | D'Elia (Salerno) |

|                        |           |  |
| Gullit 18’ Massaro 47’ | Marcatori |  |

| Arbitro: | Lo Bello (Siracusa) |

|                       |           |  |
| Lentini 30’ Scifo 58’ | Marcatori |  |

| Arbitro: | Cinciripini (Ascoli Piceno) |

|              |           |                |
| Aguilera 85’ | Marcatori | 60’ Casagrande |

| Arbitro: | Bazzoli (Merano) |

|              |           |                |
| Policano 45’ | Marcatori | 83’ Piovanelli |

| Arbitro: | Scaramuzza (Mestre) |

|  |           |                                                                 |
|  | Marcatori | 8’ (aut.) Marcato 29’ Lentini 48’ Policano 81’ (rig.) Bresciani |

#### Girone di ritorno
| Arbitro: | Cesari (Genova) |

|             |           |  |
| Cravero 86’ | Marcatori |  |

| Arbitro: | Boggi (Salerno) |

|                            |           |            |
| Sosa 28’ (rig.) Sclosa 41’ | Marcatori | 39’ Annoni |

| Arbitro: | Fucci (Salerno) |

|                                |           |  |
| Casagrande 8’ Scifo 85’ (rig.) | Marcatori |  |

| Arbitro: | Collina (Viareggio) |

|  |           |          |
|  | Marcatori | 79’ Fusi |

| Arbitro: | Felicani (Bologna) |

|              |           |  |
| Policano 60’ | Marcatori |  |

| Arbitro: | Mughetti (Cesena) |

|               |           |                  |
| Kolyvanov 78’ | Marcatori | 43’ (rig.) Scifo |

| Arbitro: | Amendolia (Messina) |

|                |           |  |
| Pellegrini 88’ | Marcatori |  |

| Torino 15 marzo 1992, ore 15:00 UTC+1 25ª giornata | Torino             | 0 – 0 referto | Parma | Stadio delle Alpi (37.950 spett.)\| Arbitro: \| Sguizzato (Verona) \| |
| Arbitro:                                           | Sguizzato (Verona) |               |       |                                                                       |

| Milano 28 marzo 1992, ore 16:00 UTC+1 26ª giornata | Inter              | 0 – 0 referto | Torino | Stadio Giuseppe Meazza (50.593 spett.)\| Arbitro: \| Stafoggia (Pesaro) \| |
| Arbitro:                                           | Stafoggia (Pesaro) |               |        |                                                                            |

| Arbitro: | Baldas (Trieste) |

|                     |           |  |
| Casagrande 66’, 73’ | Marcatori |  |

| Arbitro: | Bazzoli (Merano) |

|               |           |                       |
| Răducioiu 44’ | Marcatori | 31’ Scifo 77’ Lentini |

| Arbitro: | D'Elia (Salerno) |

|                |           |             |
| Casagrande 17’ | Marcatori | 39’ Katanec |

| Arbitro: | Pezzella (Frattamaggiore) |

|                                    |           |                       |
| Casagrande 8’ Ancelotti 62’ (aut.) | Marcatori | 18’ Massaro 72’ Fuser |

| Firenze 3 maggio 1992, ore 16:00 UTC+2 31ª giornata | Fiorentina           | 0 – 0 referto | Torino | Stadio Comunale (29.412 spett.)\| Arbitro: \| Brignoccoli (Ancona) \| |
| Arbitro:                                            | Brignoccoli (Ancona) |               |        |                                                                       |

| Arbitro: | Lanese (Messina) |

|                                                |           |  |
| Bresciani 17’ Scifo 60’ Vieri 72’ Policano 79’ | Marcatori |  |

| Arbitro: | Arena (Ercolano) |

|              |           |                                   |
| Caniggia 61’ | Marcatori | 31’ Bresciani 38’ Scifo 73’ Bruno |

| Arbitro: | Dinelli (Lucca) |

|                                                                            |           |                       |
| Sordo 6’ Benedetti 12’ Martín Vázquez 40’ Pierleoni 59’ (aut.) Lentini 74’ | Marcatori | 35’ Maniero 82’ Zaini |

### Coppa Italia

#### Turni preliminari
| Arbitro: | Mughetti (Cesena) |

|                                                      |           |               |
| Lentini 27’, 56’ Casagrande 63’ (rig.) Bresciani 87’ | Marcatori | 3’ Bertarelli |

| Arbitro: | Arena (Ercolano) |

|                      |           |              |
| Tovalieri 14’ (rig.) | Marcatori | 75’ Venturin |

#### Fase finale
| Arbitro: | Lo Bello (Siracusa) |

|                      |           |  |
| Annoni 34’ Vieri 43’ | Marcatori |  |

| Roma 4 dicembre 1991, ore 20:30 UTC+1 Ottavi di finale - ritorno | Lazio               | 0 – 0 | Torino | Stadio Olimpico (30.000 spett.)\| Arbitro: \| Amendolia (Messina) \| |
| Arbitro:                                                         | Amendolia (Messina) |       |        |                                                                      |

| Arbitro: | Ceccarini (Livorno) |

|                       |           |  |
| Baresi 30’ Simone 53’ | Marcatori |  |

| Arbitro: | Luci (Firenze) |

|             |           |                  |
| Lentini 79’ | Marcatori | 23’ (aut.) Bruno |

### Coppa UEFA
| Arbitro: | McKnight |

|  |           |                      |
|  | Marcatori | 20’ Mussi 73’ Annoni |

| Arbitro: | Colic |

|                                                                          |           |               |
| Bresciani 14’ Policano 44’ Martín Vázquez 47’ Scifo 51’, 63’ Carillo 53’ | Marcatori | 16’ Skulasson |

| Arbitro: | Hackett |

|                       |           |  |
| Lentini 2’ Annoni 69’ | Marcatori |  |

| Porto 6 novembre 1991, ore 21:30 UTC+0 Sedicesimi di finale - ritorno | Boavista | 0 – 0 referto | Torino | Estadio do Bessa (11.000 spett.)\| Arbitro: \| Karlsson \| |
| Arbitro:                                                              | Karlsson |               |        |                                                            |

| Arbitro: | Schmidhuber |

|                              |           |                              |
| Batista 21’ Šabanadžović 73’ | Marcatori | 33’ Casagrande 36’ Bresciani |

| Arbitro: | Goethals |

|                |           |  |
| Casagrande 55’ | Marcatori |  |

| Arbitro: | Spassov |

|  |           |                             |
|  | Marcatori | 37’ Casagrande 81’ Policano |

| Arbitro: | Waddell |

|                    |           |  |
| Nielsen 30’ (aut.) | Marcatori |  |

| Arbitro: | Forstinger |

|                     |           |                |
| Hagi 61’ Hierro 66’ | Marcatori | 58’ Casagrande |

| Arbitro: | Galler |

|                          |           |  |
| Rocha 7’ (aut.) Fusi 76’ | Marcatori |  |

| Arbitro: | Worrall |

|                     |           |                                |
| Casagrande 62’, 84’ | Marcatori | 14’ Jonk 75’ (rig.) Pettersson |

| Amsterdam 13 maggio 1992, ore 20:30 UTC+2 Finale - ritorno | Ajax     | 0 – 0 referto | Torino | Stadio Olimpico (42.000 spett.)\| Arbitro: \| Petrović \| |
| Arbitro:                                                   | Petrović |               |        |                                                           |

## Statistiche

### Statistiche di squadra
| Competizione | Punti | In casa | In casa | In casa | In casa | In casa | In casa | In trasferta | In trasferta | In trasferta | In trasferta | In trasferta | In trasferta | Totale | Totale | Totale | Totale | Totale | Totale | DR  |
| Competizione | Punti | G       | V       | N       | P       | Gf      | Gs      | G            | V            | N            | P            | Gf           | Gs           | G      | V      | N      | P      | Gf     | Gs     | DR  |
| ------------ | ----- | ------- | ------- | ------- | ------- | ------- | ------- | ------------ | ------------ | ------------ | ------------ | ------------ | ------------ | ------ | ------ | ------ | ------ | ------ | ------ | --- |
| Serie A      | 43    | 17      | 8       | 8       | 1       | 25      | 9       | 17           | 6            | 7            | 4            | 17           | 11           | 34     | 14     | 15     | 5      | 42     | 20     | +22 |
| Coppa Italia | -     | 3       | 2       | 1       | 0       | 7       | 2       | 3            | 0            | 2            | 1            | 1            | 3            | 6      | 2      | 3      | 1      | 8      | 5      | +3  |
| Coppa UEFA   | -     | 6       | 5       | 1       | 0       | 14      | 3       | 6            | 2            | 3            | 1            | 7            | 4            | 12     | 7      | 4      | 1      | 21     | 7      | +14 |
| Totale       | -     | 26      | 15      | 10      | 1       | 46      | 14      | 26           | 8            | 12           | 6            | 25           | 18           | 52     | 23     | 22     | 7      | 71     | 32     | +39 |

### Statistiche dei giocatori
| Giocatore      | Serie A  | Serie A | Serie A     | Serie A    | Coppa Italia | Coppa Italia | Coppa Italia | Coppa Italia | Coppa UEFA | Coppa UEFA | Coppa UEFA  | Coppa UEFA | Totale   | Totale | Totale      | Totale     |
| Giocatore      | Presenze | Reti    | Ammonizioni | Espulsioni | Presenze     | Reti         | Ammonizioni  | Espulsioni   | Presenze   | Reti       | Ammonizioni | Espulsioni | Presenze | Reti   | Ammonizioni | Espulsioni |
| -------------- | -------- | ------- | ----------- | ---------- | ------------ | ------------ | ------------ | ------------ | ---------- | ---------- | ----------- | ---------- | -------- | ------ | ----------- | ---------- |
| E. Annoni      | 29       | 1       | ?           | ?          | 5            | 1            | ?            | ?            | 11         | 2          | ?           | ?          | 45       | 4      | ?           | ?          |
| S. Benedetti   | 25       | 1       | ?           | ?          | 4            | 0            | ?            | ?            | 10         | 0          | ?           | ?          | 39       | 1      | ?           | ?          |
| M. Bertelli    | 0        | 0       | 0           | 0          | 1            | 0            | ?            | ?            | 0          | 0          | 0           | 0          | 1        | 0      | 0+          | 0+         |
| G. Bresciani   | 26       | 4       | ?           | ?          | 5            | 1            | ?            | ?            | 7          | 2          | ?           | ?          | 38       | 7      | ?           | ?          |
| P. Bruno       | 22       | 1       | ?           | ?          | 4            | 0            | ?            | ?            | 9          | 0          | ?           | ?          | 35       | 1      | ?           | ?          |
| G. Carillo     | 4        | 0       | ?           | ?          | 3            | 0            | ?            | ?            | 2          | 1          | ?           | ?          | 9        | 1      | ?           | ?          |
| W. Casagrande  | 23       | 6       | ?           | ?          | 2            | 1            | ?            | ?            | 10         | 6          | ?           | ?          | 35       | 13     | ?           | ?          |
| S. Cois        | 10       | 0       | ?           | ?          | 4            | 0            | ?            | ?            | 4          | 0          | ?           | ?          | 18       | 0      | ?           | ?          |
| R. Cravero     | 24       | 1       | ?           | ?          | 4            | 0            | ?            | ?            | 10         | 0          | ?           | ?          | 38       | 1      | ?           | ?          |
| R. Di Fusco    | 3        | -1      | ?           | ?          | 0            | -0           | 0            | 0            | 0          | -0         | 0           | 0          | 3        | -1     | 0+          | 0+         |
| L. Fusi        | 31       | 1       | ?           | ?          | 5            | 0            | ?            | ?            | 10         | 1          | ?           | ?          | 46       | 2      | ?           | ?          |
| G. Lentini     | 33       | 5       | ?           | ?          | 6            | 3            | ?            | ?            | 10         | 1          | ?           | ?          | 49       | 9      | ?           | ?          |
| L. Marchegiani | 33       | -19     | ?           | ?          | 6            | -5           | ?            | ?            | 12         | -7         | ?           | ?          | 51       | -31    | ?           | ?          |
| Martin Vazquez | 28       | 1       | ?           | ?          | 5            | 0            | ?            | ?            | 12         | 1          | ?           | ?          | 45       | 2      | ?           | ?          |
| R. Mussi       | 25       | 1       | ?           | ?          | 5            | 0            | ?            | ?            | 10         | 1          | ?           | ?          | 40       | 2      | ?           | ?          |
| L. Pastine     | 0        | -0      | 0           | 0          | 0            | -0           | 0            | 0            | 0          | -0         | 0           | 0          | 0        | -0     | 0           | 0          |
| R. Policano    | 23       | 5       | ?           | ?          | 3            | 0            | ?            | ?            | 8          | 2          | ?           | ?          | 34       | 7      | ?           | ?          |
| V. Scifo       | 30       | 9       | ?           | ?          | 5            | 0            | ?            | ?            | 11         | 2          | ?           | ?          | 46       | 11     | ?           | ?          |
| M. Sinigaglia  | 2        | 0       | ?           | ?          | 0            | 0            | 0            | 0            | 0          | 0          | 0           | 0          | 2        | 0      | 0+          | 0+         |
| G. Sordo       | 20       | 1       | ?           | ?          | 3            | 0            | ?            | ?            | 9          | 0          | ?           | ?          | 32       | 1      | ?           | ?          |
| G. Venturin    | 32       | 1       | ?           | ?          | 5            | 1            | ?            | ?            | 12         | 0          | ?           | ?          | 49       | 2      | ?           | ?          |
| C. Vieri       | 6        | 1       | ?           | ?          | 1            | 1            | ?            | ?            | 0          | 0          | 0           | 0          | 7        | 2      | 0+          | 0+         |

## Giovanili

### Piazzamenti
- Primavera:
  - Campionato: Vincitore
  - Coppa Italia:
  - Torneo di Viareggio: 3º posto
- Berretti:
  - Campionato: Vincitore
- Allievi nazionali:
  - Torneo Città di Arco: 4º posto